# Église Saint-Jean-des-Deux-Moulins
L’église Saint-Jean-des-Deux-Moulins est un édifice religieux catholique situé au 185-187, rue du Château-des-Rentiers dans le 13e arrondissement de Paris (50e quartier de Paris ou quartier de la Gare).

## Histoire
La chapelle d'origine de 1968, décidée pour compléter la fréquentation de Notre-Dame-de-la-Gare, est construite en béton armé par l'architecte Maurice Cammas. Elle est érigée en paroisse en 1995. Dédiée à saint Jean l'Évangéliste, elle porte le nom de l'ancienne agglomération qui se situait entre l'actuel boulevard de l'Hôpital et la rue Jenner, et qui tirait elle-même son nom du village des Deux-Moulins.

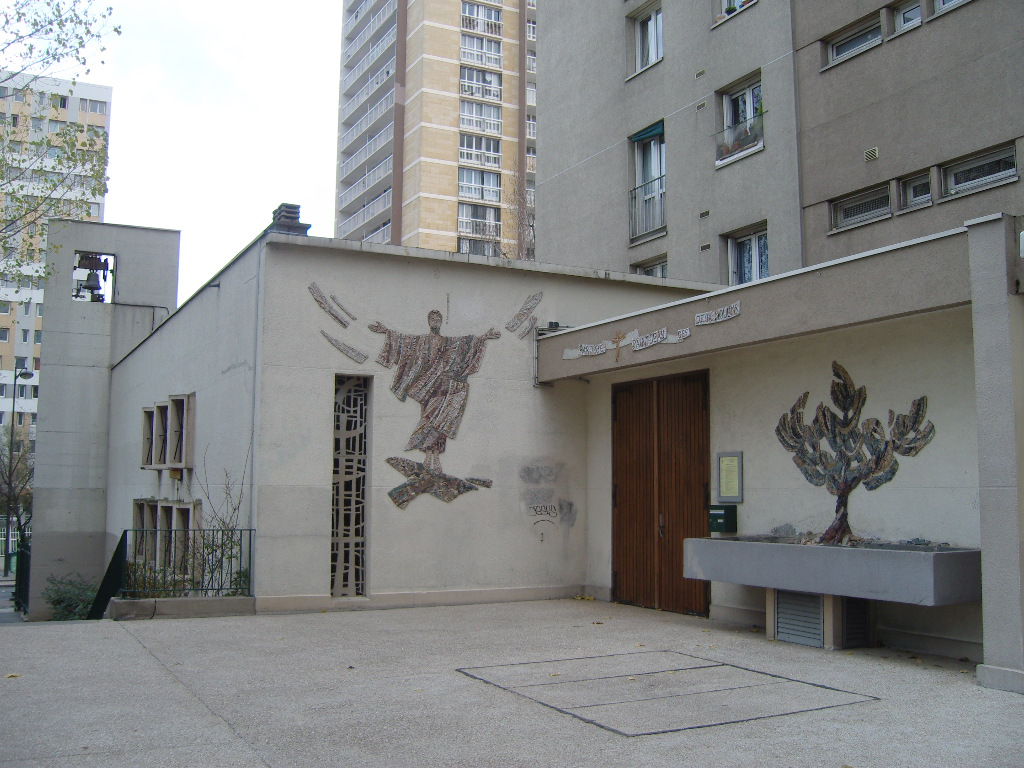
Entrée de l'église.
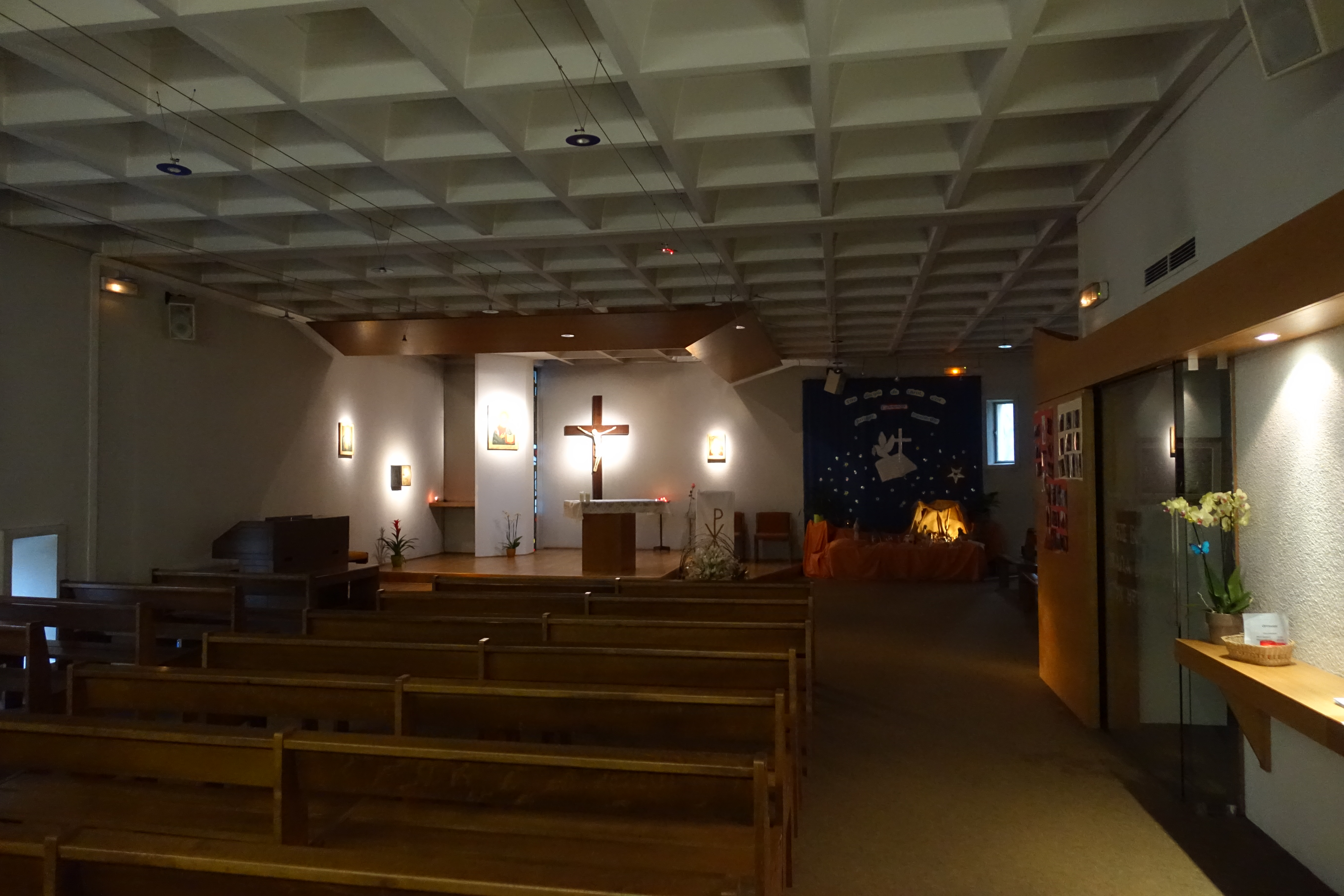
Nef principale (nef latérale sur la droite).

## Architecture et aménagement
Disposée au pied d'un large immeuble d'habitation, l'église possède un clocher à claire-voie, et deux nefs formant un « L » où le chœur vient occupé l’angle droit. En 1997, l’architecte Philippe Denicourt réagence et redispose l'intérieur.
L'entrée de l'église est ornée et encadrée par deux mosaïques des années 1990 (composées de fragments de pierre  apportés par des paroissiens) : Le Christ ressuscité et l’Arbre de vie conçues par l'artiste suisse Madeline Diener (1930-2000). Le nom de Dieu est gravé en 27 langues sur les portes vitrées de l’accueil.

### Articles liés
- Village des Deux-Moulins
- Quartier de la Gare
- Liste des édifices religieux de Paris
- Archidiocèse de Paris